# Kamień (gromada w powiecie opoczyńskim)
Kamień – dawna gromada, czyli najmniejsza jednostka podziału terytorialnego Polskiej Rzeczypospolitej Ludowej w latach 1954–1972.
Gromady, z gromadzkimi radami narodowymi (GRN) jako organami władzy najniższego stopnia na wsi, funkcjonowały od reformy reorganizującej administrację wiejską przeprowadzonej jesienią 1954 do momentu ich zniesienia z dniem 1 stycznia 1973, tym samym wypierając organizację gminną w latach 1954–1972.
Gromadę Kamień z siedzibą GRN w Kamieniu utworzono – jako jedną z 8759 gromad na obszarze Polski – w powiecie opoczyńskim w woj. kieleckim, na mocy uchwały nr 13g/54 WRN w Kielcach z dnia 29 września 1954. W skład jednostki weszły obszary dotychczasowych gromad Kamień, Bratków, Tomaszówek i Wincentynów ze zniesionej gminy Kuniczki oraz Grudzeń ze zniesionej gminy Janków w tymże powiecie. Dla gromady ustalono 12 członków gromadzkiej rady narodowej.
29 lutego 1956 z gromady Kamień wyłączono kolonię Grudzeń włączając ją do gromady Sławno w tymże powiecie.
Gromadę zniesiono 31 grudnia 1959, a jej obszar włączono do gromad Sławno (kolonię Grudzeń Las) i Szadkowice (wsie Kamień, Bratków, Tomaszówek i Wincentynów oraz kolonie Kamień B, Guzów, Tomaszówek i Łokietka).